# Dół (Wójtowa)
Dół – część wsi Wójtowa w Polsce,  położona w województwie małopolskim, w powiecie gorlickim, w gminie Lipinki.
W latach 1975–1998 Dół administracyjnie należał do województwa krośnieńskiego.
Wierni kościoła rzymskokatolickiego należą do parafii św. Bartłomieja Apostoła.